# Acrographinotus niawpaq
Acrographinotus niawpaq is een hooiwagen uit de familie Gonyleptidae. De wetenschappelijke naam van Acrographinotus niawpaq gaat  terug op Acosta.